# Grote Moskee van Asilah
De Grote Moskee van Asilah in het noorden van Marokko, is de belangrijkste moskee in de kasbah van de oude stad van Asilah. Het werd gebouwd tijdens het bewind van de Alaouitische sultan Ismail I aan het einde van de 17e eeuw.
De moskee bevindt zich in de kasbah aan de oostkant van de stad. Het werd gebouwd kort na de restauratie van de stad aan het einde van de 17e eeuw.
Sultan Ismail gaf de gouverneur van Tanger, Ali bin Abdullah Al-Arifi, de opdracht om de moskee te bouwen. Het is echter waarschijnlijk dat zijn zoon Ahmed Al-Arifi het gebouw daadwerkelijk heeft gebouwd.
De moskee heeft een achthoekige minaret, een veel voorkomend kenmerk in sommige delen van Noord-Marokko, maar afwezig in de rest van het land. De minaret onderscheidt zich door zijn witte octagon minaret en zeer eenvoudige decoratie in vergelijking met andere moskeeën die tegelijkertijd zijn gebouwd zoals de Kasbah-moskee in Tanger.